# 学府街道 (天津市)
学府街道，是中华人民共和国天津市南开区下辖的一个乡镇级行政单位。

## 行政区划
学府街道下辖以下地区：
学湖里社区、府湖里社区、照湖里社区、风湖里社区、美湖里社区、龙兴里社区、月环里社区、荣迁西里社区、航天北里社区、南大西南二社区、南大西南一社区、天大六村社区、天大四季村社区和新园村社区。